# Стаценко, Валерий Викторович
Валерий Викторович Стаценко (15 августа 1968, Киев — 29 августа 2017, Москва) — советский и российский прыгун в воду, многократный чемпион СССР (1989, 1990) и России (1997), призёр чемпионата Европы (1989), участник Олимпийских игр (1992, 1996). Мастер спорта СССР международного класса (1987). Заслуженный тренер России (2001). 

## Биография
Родился 15 августа 1968 года в Киеве. Начинал заниматься прыжками в воду в ДСО «Авангард» у Лидии Колодяжной. В 1983–1992 годах с ним работал Михаил Угрюмов.
Специализировался в прыжках с трамплина. В конце 1980-х и начале 1990-х годов неоднократно становился победителем и призёром чемпионатов СССР. В тот же период времени входил в сборную страны, в 1989 году завоевал серебряную медаль чемпионата Европы в Бонне. В 1992 году в составе Объединённой команды принял участие в Олимпийских играх в Барселоне, где занял 8 место.
В 1995 году переехал в Москву, где продолжил тренироваться под руководством Натальи Тимошининой и Вячеслава Сударикова. В 1996 году в составе сборной России выступал на Олимпийских играх в Атланте, где стал девятым. В 1997 году в паре с Алексеем Ильиным выиграл чемпионат России в синхронных прыжках с трамплина. В том же году их дуэт участвовал в чемпионате Европы в Севилье и занял там пятое место.
В 1998 году завершил свою спортивную карьеру. В дальнейшем занимался тренерской деятельностью в СШОР по прыжкам в воду МГФСО. В 1998–2004 годах работал с трёхкратной чемпионкой Европы Светланой Тимошининой и дуэтом С. Тимошинина — Е. Ольшевская. 
Умер 29 августа 2017 года в Москве. Похоронен на Пыхтинском кладбище.

## Образование
В 1991 году окончил Киевский государственный институт физической культуры.